# Добровольский, Михаил Игнатьевич
Михаил Игнатьевич Добровольский (5 ноября 1899 года, Одесса — 1 декабря 1951 года, Одесса) — советский военный деятель, полковник (1942 год).

## Начальная биография
Михаил Игнатьевич Добровольский родился 5 ноября 1899 года в Одессе.

## Военная служба

### Гражданская война
5 февраля 1918 года вступил 1-й Тираспольский красногвардейский батальон и вскоре избран командиром взвода, после чего в феврале участвовал в бою за ст. Раздольная против германских войск и гайдамаков, в ходе которого батальон был разбит, после чего на ст. Березовка М. И. Добровольский вступил в 1-й Днестровский красноармейский полк, в котором назначен на должность командира отделения. Вскоре тяжело заболел, после чего лечился в госпитале и по излечении направлен красноармейцем 6-ю революционную роту, дислоцированную в Омске. Во время восстания Чехословацкого корпуса 7 июня 1918 года М. И. Добровольский взят в плен белочехами и направлен в Омский концентрационный лагерь, в сентябре переведён в Тюменскую центральную каторжную тюрьму, а затем — в Тюменскую уездную тюрьму, где в конце января 1919 года освобождён под надзор полиции города Татарка.
29 июня 1919 года М. И. Добровольский призван в армию адмирала А. В. Колчака, после чего служил рядовым в составе 11-го кадрового полка в Омске, а затем — в составе 1-го Степного полка и в боевых действиях против РККА не принимал участия. В конце ноября 1919 года совершил побег и 12 декабря вступил в 1-й Томский советский полк, в составе которого назначен старшиной.
С февраля 1920 года служил красноармейцем в составе отдельной роты городского военкомата города Нарым, а с мая — в составе отдельной роты городского военкомата города Томск и принимал участие в боевых действиях против повстанцев на территории Сибири.

### Межвоенное время
В октябре 1920 года направлен на учёбе на 22-е Сибирские пехотные курсы в Барнауле, а после их расформирования в феврале 1922 года переведён на 21-е Сибирские пехотные командные курсы в Семипалатинске, после окончания которых в сентябре того же года направлен в 104-й Кобанский полк, а вскоре назначен на должность командира роты на курсах в Военной политической школе при Политуправлении 5-й Краснознамённой армии в Иркутске, а в августе 1923 года — на должность помощника командира роты в составе 2-го Нерчинского стрелкового полка (1-я Тихоокеанская дивизия), дислоцированной на ст. Раздольная.
В ноябре направлен на учёбу на повторные курсы 5-й Краснознамённой армии в Чите, по окончании которых в декабре 1923 года переведён в Высшую объединённую военную школу в Киеве, по окончании которой в сентябре 1924 года — на курсы «Выстрел».
После окончания учёбы в 1925 году М. И. Добровольский направлен во 2-й Нерчинский стрелковый полк, где назначен на должность командира роты, а в ноябре 1926 года — на должность начальника команды одногодичников. С ноября 1927 года служил в составе 3-го Верхнеудинского стрелкового полка на должностях командира батальона и помощника командира полка и участвовал в боевых действиях в ходе конфликта на КВЖД в районе станции Рассыпная Падь и за город Мишанефу.
В мае 1931 года назначен помощником командира 183-го стрелкового полка, дислоцированного в Урюпинске, а в мае 1933 года — командиром 20-го отдельного местного стрелкового батальона, дислоцированного в Сызрани.
С июля 1937 года Михаил Игнатьевич Добровольский находился под следствием органов НКВД и в ноябре 1939 года уволен в запас. В конце января 1940 года реабилитирован и в конце ноября вновь призван в ряды РККА, после чего назначен на должность помощника командира по строевой части 518-го стрелкового полка (129-я стрелковая дивизия, Северокавказский военный округ), дислоцированного в Сталинграде, а в феврале 1941 года — на должность помощника начальника оперативного отдела штаба 34-го стрелкового корпуса (Северокавказский военный округ).

### Великая Отечественная война
С началом войны М. И. Добровольский находился на прежней должности. 34-й стрелковый корпус в июле 1941 года направлен на Западный фронт, после чего принимал участие в боевых действиях на витебском направлении и затем в Смоленском сражении.
В августе 1941 года назначен на должность командира 875-го стрелкового полка в составе 127-й стрелковой дивизии, ведшей боевые действия в ходе Ельнинской наступательной операции. В сентябре 1941 года дивизия преобразована во 2-ю гвардейскую, а 875-й стрелковый полк — в 15-й гвардейский, после чего М. И. Добровольский принимал участие в Орловско-Брянской оборонительной операции, в ходе которой попал в окружение, и затем отступал на Белёв и далее на Курск. После выхода из окружения дивизия в январе — феврале 1942 года вела боевые действия на белгородском направлении, затем — в районе Таганрога, а с июля полк под командованием М. И. Добровольского в составе той же дивизии вёл сдерживающие бои, отходя по направлению на Орджоникидзе.
В сентябре 1942 года полковник М. И. Добровольский назначен на должность командира 60-й стрелковой бригады, которая вела боевые действия на Кавказе и принимала участие в окружении войск противника в районе г. Орджоникидзе.
В январе 1943 года назначен командиром 409-й стрелковой дивизии, которая принимала участие в контрударе Северо-Кавказского фронта на нальчикском направлении и в освобождении Алагира, а затем вела боевые действия в ходе Северо-Кавказской и Краснодарской наступательных операций. В ноябре полковник М. И. Добровольский «за потерю управления войсками и невыполнение в срок поставленных задач» освобождён от занимаемой должности с преданием суду Военного трибунала, однако в декабре решение о предании суду было отменено, а Добровольский назначен на должность заместителя командира 68-го стрелкового корпуса, который вскоре принимал участие в освобождении Левобережной Украины и в Ясско-Кишинёвской наступательной операции.
25 сентября 1944 года полковник М. И. Добровольский попал в автокатастрофу, после чего лечился в госпитале и по выздоровлении с февраля 1945 года находился в распоряжении Главного управления кадров НКО, а затем — в распоряжении Военного совета 2-го Украинского фронта и в апреле 1945 года назначен командиром 317-й стрелковой дивизии, которая принимала участие в ходе Братиславско-Брновской и Пражской наступательных операций. К 12 мая дивизия сосредоточилась в районе Борженьовице (юго-восточнее Праги).

### Послевоенная карьера
Летом 1945 года дивизия под командованием полковника М. И. Добровольского была передислоцирована на Дальний Восток, где находилась в резерве Забайкальского фронта и затем — в составе Восточно-Сибирского военного округа.
Полковник Михаил Игнатьевич Добровольский в феврале 1946 года вышел в запас. Умер 1 декабря 1951 года в Одессе.

## Награды
- Орден Ленина (21.02.1945);
- Три ордена Красного Знамени (17.02.1942, 13.12.1942, 03.11.1944);
- Орден Богдана Хмельницкого 2 степени (22.02.1944);
- Орден Отечественной войны 1 степени (14.11.1944);
- Медали.